# Sundamomum oligophyllum
Sundamomum oligophyllum là một loài thực vật có hoa trong họ Gừng. Loài này được Alison Jane Droop mô tả khoa học đầu tiên năm 2014 dưới danh pháp Amomum oligophyllum. Năm 2018, Axel Dalberg Poulsen và Mark Fleming Newman chuyển nó sang chi mới được mô tả là Sundamomum.

## Phân bố
Plants of the World Online cho rằng loài này có ở Sumatra.